# HOXA11
HOXA11‏ (Homeobox A11) هوَ بروتين يُشَفر بواسطة جين HOXA11 في الإنسان.